# Hino da Carta
De Hino da Carta (Nederlands: Hymne des Handvests) werd in mei 1834 officieel uitgeroepen tot volkslied van het Koninkrijk Portugal. Het werd gecomponeerd door koning Pedro IV van Portugal (ook keizer Pedro I van Brazilië). "Carta" staat voor het Constitutioneel Handvest dat Pedro IV aan Portugal verleende. Het volkslied bleef officieel van kracht tot 19 juli 1911, negen maanden nadat Portugal een republiek werd, en werd vervangen door A Portuguesa.

## De tekst
| Portugese tekst                                                                                                   | Vertaling |
| Eerste stanza | Eerste stanza |
| --- | --- |
| Ó Pátria, Ó Rei, Ó Povo, Ama a tua religião, Observa e guarda sempre A Divinal Constituição!                      | O Vaderland, Koning, Volk, Hou van je religie, Neem in acht, preserveer altijd De goddelijke constitutie!                               |
| Refrein | |
| Viva, viva, viva o Rei! Viva a Santa Religião! Viva, Lusos Valorosos, A feliz Constituição, A feliz Constituição! | Leve, leve, leve de Koning! Leve de Heilige Religie! Leve, Moedige Lusitaansen, De vreugdige Constitutie, De vreugdige Constitutie!     |
| Tweede stanza | |
| Oh com quanto desafogo, Na comum agitação. Dá vigor às almas todas, A Divinal Constituição!                       | Oh met wat een bevrijding In de gezamenlijke agitatie Het geeft vigeur aan alle zielen De goddelijke constitutie!                       |
| Refrein | |
| Derde stanza | |
| Venturosos nós seremos, Em perfeita união. Tendo sempre em vista todos, A Divinal Constituição!                   | Voorspoedig zullen wij zijn, In perfecte unie. Altijd in het oog houdend, De goddelijke constitutie!                                    |
| Refrein | |
| Vierde stanza | |
| A verdade não se ofusca, O Rei não s'engana, não, Proclamemos, Portugueses, A Divinal Constituição!               | De waarheid wordt niet verdonkerd, De koning kan zich niet vergissen, nee, Portugezen, laten we verkondigen, De goddelijke constitutie! |
| Refrein | |